# Вилије II
Вилије II (фр. Villiers II (V)) је француски ловачки авион који је производила фирма Вилије (фр. Villiers). Први лет авиона је извршен 1925. године. 

Израђена је мања серија од 30 авиона, и размјештена у ескадрилу 5C1 фр. Escadrille 5C1. Већ 1928. су замењени авионима Лоар-Гурду-Лесер LGL-32.
Највећа брзина авиона при хоризонталном лету је износила 217 km/h.
Распон крила авиона је био 13,0 метара, а дужина трупа 9,50 метара. Био је наоружан са два 7,7-мм митраљеза Викерс и два Луис.

## Наоружање
| Наоружање авиона: Вилије       |       |
| Ватрено (стрељачко) наоружање  |       |
| Топ                            |       |
| Митраљез                       |       |
| Број и ознака митраљеза        | 2 + 2 |
| Калибар                        | 7,7   |
| Бомбардерско наоружање (бомбе) |       |
| Ракетно наоружање (ракете)     |       |